# MacOS Sonoma
macOS Sonoma ist die 20. Hauptversion von Apples Betriebssystem macOS (Versionsnummer 14). Es wurde am 5. Juni 2023 auf der WWDC 2023 vorgestellt und am 26. September 2023 veröffentlicht. Benannt ist es nach der Weinregion Sonoma Valley in Kalifornien.

## Neuerungen
Arbeitsumgebung und mitgelieferte Anwendungen:
Widgets können nun frei auf dem Schreibtisch platziert werden. Sie sind voll sichtbar, solange kein Fenster geöffnet ist. Wird ein Fenster geöffnet, verdeckt es die Widgets (teilweise), welche dann weichgezeichnet werden, als seien sie außerhalb des Fokus des Auges.
Sonoma enthält abermals neue Schreibtisch-Hintergrundbilder.
Für FaceTime und andere Video-Apps gibt es neue Videohintergründe.
Gaming:
Mit Sonoma wird ein neuartiger Spielmodus eingeführt, in dem Spiele optimiert und priorisiert auf der Hardware laufen.
Für Entwickler bietet Apple ein Game Porting Toolkit an, das die Portierung von Windows-Spielen vereinfachen soll. Grundlage dafür ist Wine.
PostScript:
Ab Sonoma wird von Haus aus kein PostScript mehr unterstützt (PS und EPS). Damit verschwindet eine einst elementare Technologie des Macintosh (siehe dazu DTP).
PostScript wurde im Allgemeinen inzwischen weitestgehend durch das Portable-Document-Format (PDF) ersetzt. Auch der zweidimensionale Teil des Grafiksystems von macOS nutzt seit jeher PDF-Technologie. Im Hintergrund (System- bzw. Programm-intern) wurden bei macOS zur Bildschirmausgabe schon immer PostScript-Daten in PDF-Daten konvertiert. Diese native Möglichkeit der Konvertierung entfällt nun. Infolge kann Software, die auf Apple-eigenen Frameworks und Bibliotheken aufsetzt, keine (E)PS-Dateien mehr ausgeben (z. B. Quick Look, Vorschau).
Unabhängig davon können PostScript-fähige Drucker wie gewohnt genutzt werden. Wer weiterhin PostScript-Werkzeuge benötigt, kann beispielsweise Ghostscript installieren.

## Hardwarevoraussetzungen
Laut Hersteller kann macOS Sonoma auf folgenden Geräten installiert werden:
- iMac 2019 und neuer,
- iMac Pro 2017,
- Mac Pro 2019 und neuer,
- Mac Studio 2022 und neuer,
- Mac mini 2018 und neuer,
- MacBook Air 2018 und neuer und
- MacBook Pro 2018 und neuer.

Im Vergleich zur Vorversion Ventura werden damit folgende Modelle nicht mehr unterstützt: das 12″-MacBook (Retina), die MacBooks Pro und Air von 2017 sowie der iMac von 2017. Demnach werden von den nicht mehr hergestellten Modellen mit Intel-Prozessoren (Intel-Macs) nur noch die mit Apples T2-Koprozessor und die iMacs von 2019 unterstützt.
Auf folgenden älteren Geräten kann macOS Sonoma mit OpenCore Legacy Patcher verwendet werden:
- iMac (2007 und neuer)
- Mac Pro (2008 und neuer)
- Mac mini (2009 und neuer)
- MacBook Air (2008 und neuer)
- MacBook Pro (2008 und neuer)

## Versionsgeschichte
| macOS-Version                                             | Build    | Darwin-Version | Erscheinungsdatum  | Anmerkung                                                                                               |
| --------------------------------------------------------- | -------- | -------------- | ------------------ | --- |
| 14.0 Beta 7                                               | 23A5337a | 23.0.0         | 30. August 2023    | 7. Entwickler-Beta                                                                                      |
| 14.0 RC                                                   | 23A339   | 23.0.0         | 12. September 2023 | Release Candidate                                                                                       |
| 14.0                                                      | 23A344   | 23.0.0         | 22. September 2023 | |
| 14.1                                                      | 23B74    | 23.1.0         | 25. Oktober 2023   | 44 CVE-Sicherheitslücken wurden geschlossen.                                                            |
| 14.1.1                                                    | 23B81    | 23.1.0         | 7. November 2023   | Für dieses Update wurden keine CVE-Einträge veröffentlicht.                                             |
| 14.1.2                                                    | 23B92    | 23.1.0         | 30. November 2023  | Zwei Sicherheitsprobleme in WebKit wurden behoben.                                                      |
| 14.2                                                      | 23C64    | 23.2.0         | 11. Dezember 2023  | 39 Sicherheitsprobleme (CVEs) wurden behoben.                                                           |
| 14.2.1                                                    | 23C71    | 23.2.0         | 19. Dezember 2023  | Ein Sicherheitsproblem (CVE) wurde im WindowServer Systemdienst behoben.                                |
| 14.3.0                                                    | 23D56    | 23.3.0         | 22. Januar 2024    | 17 Sicherheitsprobleme (CVEs) wurden mit diesem Update behoben.                                         |
| 14.3.1                                                    | 23D60    | 23.3.0         | 8. Februar 2024    | Für dieses Update wurden keine CVE-Einträge veröffentlicht.                                             |
| 14.4.0                                                    | 23E214   | 23.4.0         | 7. März 2024       | 68 Sicherheitsprobleme (CVEs) wurden mit diesem Update behoben.                                         |
| 14.4.1                                                    | 23E224   | 23.4.0         | 25. März 2024      | Behebt zwei Sicherheitsprobleme (CVEs), bei denen es sich um „Arbitrary code execution“-Fehler handelt. |
| 14.5                                                      | 23F79    | 23.5.0         | 13. Mai 2024       | 22 Sicherheitsprobleme (CVEs) wurden behoben.                                                           |
| 14.6                                                      | 23G80    | 23.6.0         | 29. Juli 2024      | 76 Sicherheitsprobleme (CVEs) wurden behoben.                                                           |
| 14.6.1                                                    | 23G93    | 23.6.0         | 7. August 2024     | Für dieses Update wurden keine CVE-Einträge veröffentlicht.                                             |
| 14.7                                                      | 23H124   | 23.6.0         | 16. September 2024 | 39 Sicherheitsprobleme (CVEs) wurden behoben.                                                           |
| 14.7.1                                                    | 23H222   | 23.6.0         | 28. Oktober 2024   | 51 Sicherheitsprobleme (CVEs) wurden behoben.                                                           |
| 14.7.2                                                    | 23H311   | 23.6.0         | 11. Dezember 2024  | 26 Sicherheitsprobleme (CVEs) wurden behoben.                                                           |
| 14.7.3                                                    | 23H417   | 23.6.0         | 27. Januar 2025    | 41 Sicherheitsprobleme (CVEs) wurden behoben.                                                           |
| 14.7.4                                                    | 23H420   | 23.6.0         | 10. Februar 2025   | Für dieses Update wurden keine CVE-Einträge veröffentlicht.                                             |
| 14.7.5                                                    | 23H527   | 23.6.0         | 31. März 2025      | Es wurden 91 Sicherheitsprobleme (CVEs) behoben.                                                        |
| 14.7.6                                                    | 23H626   | 23.6.0         | 12. Mai 2025       | Es wurden 33 Sicherheitslücken geschlossen.                                                             |
| 14.7.7                                                    | 23H723   | 23.6.0         | 29. Juli 2025      | |
| 14.8 RC 3                                                 | 23J15    |                | 18. August 2025    | Release Candidate                                                                                       |
| Legende:Alte VersionAktuelle VersionAktuelle Vorabversion |          |                |                    | |